# Senatori della XVIII legislatura del Regno d'Italia
Elenco dei senatori della XVIII legislatura del Regno d'Italia nominati dai re Umberto I divisi per anno di nomina.

## 1892
- Michele Amato Pojero
- Francesco Saverio Arabia
- Ferdinando Avogadro di Collobiano
- Giacomo Balestra
- Francesco Saverio Bianchi
- Giulio Bianchi
- Alberto Blanc
- Luigi Bonati
- Annibale Boni
- Bartolomeo Borelli
- Emanuele Borromeo
- Giuseppe Carnazza Amari
- Rinaldo Casati
- Alberto Cavalletto
- Luigi Chiala
- Bonaventura Chigi Zondadari
- Francesco Compagna
- Francesco Cucchi
- Emanuele D'Adda
- Vincenzo D'Anna
- Paolo D'Oncieu de la Bâtie
- Michelangelo De Cesare
- Luigi De Crecchio
- Ippolito De Cristofaro
- Antonio De Dominicis
- Vincenzo De Filpo
- Giuseppe De Simone
- Paolo Beccadelli di Bologna
- Luigi Di Gropello Tarino
- Benedetto Di San Giuseppe
- Ulisse Dini
- Eugenio Faina
- Casimiro Favale
- Annibale Ferrero
- Giuseppe Franzi
- Lazzaro Gagliardo
- Felice Garelli
- Giuseppe Garneri
- Gaetano Giorgio Gemmellaro
- Giorgio Giorgi
- Luigi La Porta
- Michele Lessona
- Giovanni Lucchini
- Carlo Luzi
- Filippo Mariotti
- Nicola Marselli
- Federico Martini
- Tommaso Martini
- Alceo Massarucci
- Luigi Medici
- Nicolò Melodia
- Camillo Mezzanotte
- Corrado Moncada di Paternò
- Carlo Municchi
- Niccolò Nobili
- Giovanni Oddone
- Giovanni Pavoni
- Augusto Peiroleri
- Nicola Polvere
- Leopoldo Puccioni
- Carlo Alberto Racchia
- Ferdinando Ramognini
- Girolamo Rolandi
- Federico Rosazza
- Girolamo Rossi Martini
- Giuseppe Sagarriga Visconti
- Michele Sambiase Sanseverino
- Francesco Santamaria-Nicolini
- Carmine Senise
- Giuseppe Sensales
- Filippo Serafini
- Francesco Siacci
- Angelo Spera
- Giuseppe Speroni
- Francesco Spinelli
- Federico Costanzo Spinola
- Filippo Teti
- Corrado Tommasi Crudeli
- Carlo Tranfo
- Cesare Zanolini

## 1894
- Alessandro Asinari di San Marzano
- Giovanni Corvetto
- Alfonso Doria Pamphili
- Domenico Primerano
- Urbano Rattazzi
- Agostino Ricci